# Ляшуга
Ляшу́га (бел. Ляшуга) — озеро в Городокском районе Витебской области Белоруссии. Относится к бассейну реки Овсянка.

## Описание
Озеро Ляшуга располагается в 38 км к северо-востоку от города Городок и в 2,2 км к юго-востоку от деревни Двухполье.
Площадь поверхности — 0,005 км². Длина — 120 м, наибольшая ширина — 80 м. Длина береговой линии составляет 300 м.
Озеро располагается в котловине с пологими склонами высотой до 5 м. В южной части высота склонов достигает 15 м. Нижняя часть котловины заболоченная и заросшая кустами.